# Recherche-création
La recherche-création est une démarche et une méthodologie de recherche scientifique qui vise à mener en parallèle et de manière intriquée l'acquisition de connaissances scientifiques et la pratique artistique. C'est donc la production par un artiste d'un discours scientifique sur son art à partir de son expérience personnelle.
Si la pratique de croiser arts et sciences est ancienne, l'émergence de la démarche dans le monde académique à travers différentes expérimentations puis son institutionnalisation progressive sont des phénomènes qui débutent à la fin des années 1960 et se déploient dans le dernier quart du XXe siècle.

## Définition
La définition minimale que l’on peut donner à la recherche-création est qu’il s’agit d’un travail artistique qui ne se limite pas à une visée esthétique. Ce travail s'accompagne de l’étude du processus de création par son instigateur lui-même.
Au Québec, Paquin et Noury dans leur Petit récit de l'émergence de la recherche-création à l'UQAM (...) parlent d'un croisement entre recherche universitaire et création artistique, visant à produire une œuvre originale et des connaissances. Les auteurs ajoutent que le Fonds de recherche du Québec – Société et Culture (FRQSC) définit la recherche-création comme « les démarches favorisant la création qui visent à produire de nouveaux savoirs esthétiques, théoriques, méthodologiques, épistémologiques ou techniques ». Les projets doivent inclure des activités artistiques et la problématisation de ces activités.
La recherche-création est un domaine transversal. Ce n'est ni une discipline, ni un courant de recherche (comme peuvent l’être les cultural studies), ni encore un champ d'étude pluridisciplinaire déterminé par une thématique (comme le sont les études de genre ou les études postcoloniales). Elle peut, en ce sens, être comparée aux humanités numériques.
Dans ses offres de financement, le Fonds de recherche du Québec - Société et culture (FRQSC) précise que la recherche-création inclut « toutes les démarches et approches de recherche favorisant la création qui visent à produire de nouveaux savoirs esthétiques, théoriques, méthodologiques, épistémologiques ou techniques ». L'organisme précise ces démarches doivent impliquer à la fois des activités créatrices ou artistiques et la problématisation de ces mêmes activités.

## Histoire

### Aux origines
On peut voir dans la recherche-création, une ramification de ce que l'on désignait par le passé sous le terme de poïétique.
Alors que l'on oppose traditionnellement la recherche scientifique, qui produit du savoir, à la création artistique, qui produit du sensible, l'un des pionniers qui s'est efforcé de concilier ces deux démarches est le poète Paul Valéry qui occupe, de 1937 à sa mort en 1945, la chaire de « Poétique » au Collège de France, alors qu'il ne dispose d'aucun titre universitaire. À travers ses cours, l'écrivain cherche à exposer sa conception de la création artistique et littéraire. En ce sens, Paul Valéry est l'un des précurseurs de la recherche-création.

### 1970-1990: un succès mitigé
Au lendemain du mouvement social de Mai 1968 est créé le Centre universitaire expérimental de Vincennes, qui invite des artistes à collaborer avec des chercheurs. À ses débuts, la recherche-création à l'université consiste le plus souvent en une production de travaux accompagnés de réflexions personnelles : « en articulant art et discours sur l’art, il s’agit de donner pour objectif à la création de se définir de manière autoréférentielle ». Elle s'inspire de la manière dont certains artistes modernes ont pu théoriser leur pratique. Les productions artistiques tout comme les textes qui les accompagnent empruntent souvent des formes traditionnelles.

### Les années 1990: de l'expérimentation à l'institutionnalisation
À partir des années 1990, l’institutionnalisation de la recherche-création s'accélère, notamment au Québec.
À la même époque, en France, une évolution de la place de la recherche-création dans le monde des sciences humaines et sociales s'opère sous l'effet de la transformation de l’enseignement supérieur dans le cadre du processus de Bologne. Les écoles d'art se voient désormais contraintes d'intégrer la recherche dans leur cursus et les étudiants de ces formations sont invités à adopter une posture réflexive vis-à-vis de leur démarche artistique.

### Les années 2000: entre engouement et critiques
Depuis les années 2000, la figure de l’artiste-chercheur connaît un engouement autant dans les milieux académique qu’artistique. Elle est largement encouragée et soutenue par les politiques publiques, qui y voient une réponse aux enjeux liés à l’innovation. Des « dispositifs de financement visant à renforcer l’intégration des pratiques et productions culturelles et artistiques dans les projets de recherche » voient le jour. On assiste dès lors à une multiplication des projets, des programmes et des réalisations dans ce domaine.
Cependant, cette porosité accrue entre création artistique et recherche académique ne fait pas l'unanimité. Certains dénoncent un mélange des genres et se montrent hostiles à ce que l’art s’invite dans la démarche scientifique, notamment en France où la séparation entre disciplines reste prégnante. Par ailleurs, parce qu’ils intègrent une dimension créative, les formats et propositions en recherche-création sont parfois bien différents des formats académiques habituels ce qui laisse certains perplexes.

### La relation entre recherche et création
Paquin et Noury relèvent que Jean Lancri a été l'un des premiers à aborder la relation entre « recherche » et « création » dans la R-C. Dans son texte « Comment la nuit travaille en étoile et pourquoi », il utilise la métaphore de l'entretoisement pour décrire ce lien : chacune de ces productions se mesure à l'autre, et il faut toujours évaluer l'une à l'aune de l'autre (p. 11).

## Quelques artistes-chercheurs contemporains
- Gwenola Wagon
- Samuel Bianchini
- Marion Laval-Jeantet
- Yann Toma
- Hito Steyerl
- Forensic Architecture